# ფ
ფ（グルジア語: ფარი、/pʰaɾɪ/）は、現行のグルジア文字の21番目の文字（正書法改正前は24番目）である。

## 使用
ジョージア語では無声両唇破裂音の有気音[pʰ]を表す。記数法では数値500を表す。
ジョージア国内のラズ語でも使用されている。トルコ国内で使用されているラズ語ラテン・アルファベットの「P」に対応する。アブハズ語（1937年から1954年まで）およびオセット語（1938年から1954年まで）のグルジア文字表記法でも使用されていたが、現在はキリル文字が主に使われ、アブハズ語で「Ҧ」または「Ԥ」と、オセット語で「П」と記される。
ジョージア語のラテン文字化では「P」または「P̕」「Pʼ」「Pʻ」と記す。グルジア語の点字では記号⠧（U + 2827）となる。

## 字形
| アソムタヴルリ | ヌスフリ | ムヘドルリ | ムタヴルリ |
| -------------- | -------- | ---------- | ---------- |
|                |          |            |            |

## 符号位置
| 文字 | Unicode | JIS X 0213 | 文字参照          | 備考           |
| ---- | ------- | ---------- | ----------------- | -------------- |
| Ⴔ    | U+10B4  | -          | &#x10B4; &#4276;  | アソムタヴルリ |
| ⴔ    | U+2D14  | -          | &#x2D14; &#11540; | ヌスフリ       |
| Ფ    | U+1CA4  | -          | &#x1CA4; &#7332;  | ムタヴルリ     |
| ფ    | U+10E4  | -          | &#x10E4; &#4324;  | ムヘドルリ     |